# Impulsoperator
Der Impulsoperator {\displaystyle {\hat {p}}}  ist in der Quantenmechanik der Operator zur Impulsmessung von Teilchen. In der Ortsdarstellung ist der Impulsoperator in einer Dimension gegeben durch:
{\displaystyle {\hat {p}}_{x}=-\mathrm {i} \hbar {\frac {\partial }{\partial x}}={\frac {\mathrm {\hbar } }{i}}{\frac {\partial }{\partial x}}}
Dabei bezeichnet
- {\displaystyle \mathrm {i} } die Imaginäre Einheit
- {\displaystyle \hbar } die reduzierte Planck-Konstante und
- {\displaystyle {\frac {\partial }{\partial x}}} die partielle Ableitung in Richtung der Ortskoordinate {\displaystyle x}.

Mit dem Nabla-Operator {\displaystyle \nabla } erhält man in drei Dimensionen den Vektor:
{\displaystyle {\hat {\mathbf {p} }}=-\mathrm {i} \hbar \nabla }
Der physikalische Zustand {\displaystyle \Psi \,} eines Teilchens ist in der Quantenmechanik mathematisch durch einen zugehörigen Vektor eines Hilbertraumes {\displaystyle {\mathcal {H}}} gegeben. Dieser Zustand wird folglich in der Bra-Ket-Notation durch den Vektor {\displaystyle |\Psi \rangle } beschrieben. Die Observablen werden durch selbstadjungierte Operatoren auf {\displaystyle {\mathcal {H}}} dargestellt. Speziell ist der Impuls-Operator die Zusammenfassung der drei Observablen {\displaystyle {\hat {\mathbf {p} }}=({\hat {p}}_{1},{\hat {p}}_{2},{\hat {p}}_{3})}, so dass
{\displaystyle E({\hat {p}}_{j})=\langle \Psi |{\hat {p}}_{j}\,|\Psi \rangle \,\quad j=1,2,3}
der Mittelwert (Erwartungswert) der Messergebnisse der j-ten Komponente des Impulses des Teilchens im Zustand {\displaystyle \Psi } ist.

## Definition und Eigenschaften
- Bei der kanonischen Quantisierung deutet man die Phasenraumkoordinaten, also den Ort {\displaystyle x} und den Impuls {\displaystyle p} des klassischen Systems, als selbstadjungierte Operatoren eines Hilbertraums und fordert für diese Orts- und Impulsoperatoren die kanonischen Vertauschungsrelationen:

{\displaystyle [{\hat {x}}_{i},{\hat {p}}_{j}]=\mathrm {i} \,\hbar \,\delta _{ij}\,\quad [{\hat {x}}_{i},{\hat {x}}_{j}]=0=[{\hat {p}}_{i},{\hat {p}}_{j}]\ ,\quad i,j\in \{1,2,3\}}
in Analogie zu den Poisson-Klammern der Hamiltonschen Formulierung
{\displaystyle \{x_{i},p_{j}\}=\delta _{ij}\,\quad \{x_{i},x_{j}\}=0=\{p_{i},p_{j}\}\,.}
Der Faktor {\displaystyle \hbar } ist aus Dimensionsgründen erforderlich, denn Ort mal Impuls hat die Dimension eines Drehimpulses oder einer Wirkung. Die imaginäre Einheit {\displaystyle {\rm {i}}} muss auftreten, da {\displaystyle {\hat {x}}_{i}} und {\displaystyle {\hat {p}}_{j}} selbstadjungiert sind und ihr Kommutator daher bei Adjunktion sein Vorzeichen wechselt.
- Aus den kanonischen Vertauschungsrelationen folgt, dass die drei Komponenten des Impulses gemeinsam messbar sind und dass ihr Spektrum (Bereich der möglichen Messwerte) aus dem gesamten Raum {\displaystyle \mathbb {R} ^{3}} besteht. Die möglichen Impulse sind also nicht quantisiert, sondern kontinuierlich.
- Die Ortsdarstellung ist durch die Spektraldarstellung des Ortsoperators definiert. Der Hilbertraum {\displaystyle {\mathcal {H}}=L^{2}(\mathbb {R} ^{3};\mathbb {C} )} ist der Raum der quadratintegrierbaren, komplexen Funktionen des Ortsraums {\displaystyle \mathbb {R} ^{3};} jeder Zustand {\displaystyle \Psi } ist durch eine Ortswellenfunktion {\displaystyle \psi (\mathbf {x} )} gegeben. Die Ortsoperatoren {\displaystyle {\hat {\mathbf {x} }}=({\hat {x}}_{1},{\hat {x}}_{2},{\hat {x}}_{3})} sind die Multiplikationsoperatoren mit den Koordinatenfunktionen, d. h. der Ortsoperator {\displaystyle {\hat {x}}_{i}} wirkt auf Ortswellenfunktionen durch die Multiplikation der Wellenfunktion mit der Koordinatenfunktion {\displaystyle x_{i}}:

{\displaystyle ({\hat {x}}_{i}\,\psi )(\mathbf {x} )=x_{i}\,\psi (\mathbf {x} )\,.}
Der mathematische Satz von Stone und von Neumann besagt dann, dass bei geeigneter Wahl von Phasen der Impulsoperator, der in den kanonischen Vertauschungsrelationen auftritt, auf Ortswellenfunktionen als Differentialoperator wirkt:
{\displaystyle ({\hat {p}}_{j}\psi )(\mathbf {x} )=-{\rm {i}}\,\hbar \,\left({\frac {\partial }{\partial x_{j}}}\psi \right)(\mathbf {x} )\,.}
Sein Erwartungswert ist:
{\displaystyle E({\hat {p}}_{j})=\langle \Psi |{\hat {p}}_{j}\,|\Psi \rangle =\int {\overline {\psi (\mathbf {x} )}}\,\left(-\mathrm {i} \,\hbar {\frac {\partial }{\partial x_{j}}}\psi (\mathbf {x} )\right)\,\mathrm {d} ^{3}x\,.}
- In der Impulsdarstellung wirkt der Impulsoperator multiplikativ auf quadratintegrierbare Impulswellenfunktionen {\displaystyle {\tilde {\psi }}(\mathbf {p} )}:

{\displaystyle ({\hat {p}}_{j}\,{\tilde {\psi }})(\mathbf {p} )=p_{j}\,{\tilde {\psi }}(\mathbf {p} )}
und der Ortsoperator wirkt als Differentialoperator:
{\displaystyle ({\hat {x}}_{i}\,{\tilde {\psi }})(\mathbf {p} )=\mathrm {i} \,\hbar \,\left({\frac {\partial }{\partial p_{i}}}{\tilde {\psi }}\right)(\mathbf {p} )\,.}
- Die Orts- und Impulsoperatoren sind Linearkombinationen von Erzeugungs- und Vernichtungsoperatoren:

{\displaystyle {\hat {x}}_{i}=l_{i}{\frac {a_{i}+a_{i}^{\dagger }}{\sqrt {2}}}\,\quad {\hat {p}}_{j}={\frac {\hbar }{l_{j}}}{\frac {a_{j}-a_{j}^{\dagger }}{{\sqrt {2}}\,\mathrm {i} }}\,.}
Dabei sind {\displaystyle l_{1},l_{2},l_{3}} frei wählbare Längen (größer Null) und die Erzeugungs- und Vernichtungsoperatoren genügen den kanonischen Vertauschungsrelationen:
{\displaystyle [a_{i},a_{j}^{\dagger }]=\delta _{ij}\,\quad [a_{i},a_{j}]=0=[a_{i}^{\dagger },a_{j}^{\dagger }]\,\quad i,j\in \{1,2,3\}\,.}

## Warum ist der Impulsoperator in Ortsdarstellung ein Differentialoperator?
Nach dem Noether-Theorem gehört zu jeder kontinuierlichen Symmetrie der Wirkung eine Erhaltungsgröße. Umgekehrt impliziert jede Erhaltungsgröße die Existenz einer (mindestens infinitesimalen) Symmetrie der Wirkung. Beispielsweise ist der Impuls genau dann erhalten, wenn die Wirkung translationsinvariant ist. In der Hamiltonschen Formulierung erzeugt die Erhaltungsgröße die Symmetrietransformation im Phasenraum durch ihre Poisson-Klammer, der Impuls erzeugt Verschiebungen.
Auf eine Wellenfunktion {\displaystyle \psi } angewendet, ergibt jede Verschiebung um {\displaystyle a} die verschobene Funktion {\displaystyle (T_{a}\,\psi )}, die an jeder Stelle {\displaystyle x} den Wert hat, den {\displaystyle \psi } am Urbild {\displaystyle x-a} hatte,
{\displaystyle (T_{a}\,\psi )(x)=\psi (x-a)=\sum _{n=0}^{\infty }{{\frac {1}{n!}}\left(-a{\frac {\partial }{\partial x}}\right)^{n}}\psi =\exp \left(-a{\frac {\partial }{\partial x}}\right)\psi } (also: über Taylorreihe zu einer formalen Exponentialfunktion).
Der infinitesimale Erzeuger dieser einparametrigen Schar von Verschiebungen definiert also bis auf einen Faktor {\displaystyle -\mathrm {i} /\hbar } den Impuls, das heißt, der Impuls {\displaystyle {\hat {p}}_{x}} erfüllt definitionsgemäß 
{\displaystyle T_{a}\,\psi =\exp \left(-a{\frac {\partial }{\partial x}}\right)\psi =\exp {\left(-{\rm {i}}\,a{\frac {{\hat {p}}_{x}}{\hbar }}\right)}\,\psi \,.}
Dabei tritt der Faktor {\displaystyle \hbar } aus Dimensionsgründen auf, denn das Produkt von Impuls und Ort hat die Dimension eines Drehimpulses oder einer Wirkung. Die imaginäre Einheit {\displaystyle \mathrm {i} } ist erforderlich, da {\displaystyle T_{a}} ein unitärer Operator ist und der Impuls selbstadjungiert sein soll. Leitet man die Gleichung 
{\displaystyle \left(\exp {\left(-{\rm {i}}\,{\frac {{\hat {p}}_{j}\,a^{j}}{\hbar }}\right)}\,\psi \right)(x)=\psi (x-a)}
nach {\displaystyle a^{j}} bei {\displaystyle a=0} ab, so ergibt sich der Impulsoperator als Ableitung nach dem Ort,
{\displaystyle ({\hat {p}}_{j}\,\psi )(x)=\left.\mathrm {i} \,\hbar \,{\frac {\partial }{\partial a^{j}}}\right|_{a=0}\psi (x-a)=-\mathrm {i} \,\hbar {\frac {\partial }{\partial x^{j}}}\psi (x)\,.}
Dass der Impulsoperator im Ortsraum diese Form annimmt, lässt sich auch ohne die Kenntnis des zugehörigen unitären Operators {\displaystyle T_{a}} wie folgt aus dem Noether-Theorem ablesen:
Man rekonstruiert zunächst aus der Schrödingergleichung die zugehörige Lagrange-Dichte und bestimmt dann explizit den bei einer infinitesimalen Verschiebung der Wellenfunktion erhaltenen Erwartungswert.